# Gangnam-gu
Gangnam-gu, 강남구;  江南區, "stadsdelen söder om floden", är ett av de 25 stadsdistrikten (gu) i Sydkoreas huvudstad Seoul. Stadsdelen har 544 000 invånare (2020) som gör det till den fjärde mest befolkade distriktet i Seoul och en areal på 39,50 kvadratkilometer som gör det tredje största distriktet. Den ligger i sydöstra Seoul, söder om Hanfloden.

## Administrativ indelning
Gangnam-gu är indelat i 22 administrativa stadsdelar:

- Apgujeong-dong
- Cheongdam-dong
- Daechi 1-dong
- Daechi 2-dong
- Daechi 4-dong
- Dogok 1-dong
- Dogok 2-dong
- Gaepo 1-dong
- Gaepo 2-dong
- Gaepo 4-dong
- Irwon 1-dong
- Irwon 2-dong
- Irwonbon-dong
- Nonhyeon 1-dong
- Nonhyeon 2-dong
- Samseong 1-dong
- Samseong 2-dong
- Segok-dong
- Sinsa-dong
- Suseo-dong
- Yeoksam 1-dong
- Yeoksam 2-dong